# 폴란드군 총참모부
폴란드군 총참모부(폴란드어: Sztab Generalny Wojska Polskiego)는 폴란드군의 최상위 조직이다. 국가방위부 산하에 있다. 
1918년 창설되었으며, 원래 명칭은 참모본부(폴란드어: Sztab Główny)였다. 총참모부의 수장을 폴란드군 총참모장(폴란드어: Szef Sztabu Generalnego Wojska Polskiego)이라고 한다. 현임 총참모장은 라이문드 안제이착 중장이다.

## 같이 보기
- 군부총감